# Gruișor
Gruișor (węg. Kisgörgény) – wieś w Rumunii, w okręgu Marusza, w gminie Acățari. W 2011 roku liczyła 301 mieszkańców.